# Pierre Termier
Pierre Marie Termier (Lyon, 3 juli 1859 - Varces-Allières-et-Risset, 23 oktober 1930) was een Franse geoloog. Als specialist in de tektoniek en structurele synthese van de Alpen bestudeerde hij de tangentiële bewegingen.

## Biografie
Pierre Termier studeerde in 1880 op 21-jarige leeftijd af aan de École polytechnique en begon bij het staatsbedrijf Corps des Mines. Hij raakte gepassioneerd door aardwetenschappen en vooral, vanaf 1879, door de studie van de Alpen.
Daarnaast bekleedde hij meerdere functie, waaronder voorzitter van de Franse Vereniging voor Mineralogie en Kristallografie (SFMC)(1911-1923), Voorzitter Minerologie van de École nationale supérieure des mines de Paris (1894-?), voorzitter Société géologique de France (SGF) (1929-1930), Ondervoorzitter Académie des sciences (1930-?).

## Erkentelijkheden
- 1903 - Prestwich prize van de Geological Society
- 1906 - prix Wilde (Académie des sciences)
- 1927 - Commandant in het Ordre national de la Légion d'honneur.
- 1930 - Albert-Gaudry-prijs
- Bordje met eerbetoon op de Bastille van Grenoble
- Eredoctoraat aan de Universiteit van Innsbruck
- Twee secundaire scholen dragen zijn naam namelijk in Grenoble en Lyon.

- Bibliothèque nationale de France: cb121240000 (data)
- Gemeinsame Normdatei: 117273295
- International Standard Name Identifier: 0000 0001 0907 133X
- Library of Congress Control Number: n85262177
- Base Léonore: 19800035/239/31751
- MusicBrainz: bfcce620-948a-4a14-8201-1c5a9cb4185d
- Nationale Bibliotheek van Tsjechië: xx0033436
- Nederlandse Thesaurus van Auteursnamen: 068453612
- Istituto Centrale per il Catalogo Unico: SBLV302973
- Système universitaire de documentation: 029663342
- Virtual International Authority File: 61579304
- WorldCat: E39PBJmdtvPbt6pKpmFgGc9VYP